# Laelia gloriosa
Laelia gloriosa là một loài lan native to tropical Nam Mỹ.